# Agence fédérale de stabilisation des marchés financiers
L'Agence fédérale de stabilisation des marchés financiers (Bundesanstalt für Finanzmarktstabilisierung ou FSMA) (jusqu'au 23 juillet 2009 Finanzmarktstabilisierungsanstalt) est une personne morale de droit public fédéral allemand fondée le 20 octobre 2008 par la Loi sur la stabilisation des marchés financiers et une ordonnance ultérieure. Elle gère le Fonds de stabilisation des marchés financiers (SoFFin), créé en Octobre 2008 pour stabiliser le système bancaire allemand et recapitaliser les banques touchées par la crise financière. Elle est soumise à la législation et la supervision du Ministère fédéral des Finances.
L’Agence fédérale de stabilisation des marchés financiers est régie depuis Juillet 2009 par la Deutsche Bundesbank à Francfort, tout de demeurant un service distinct.
Elle est dirigée par un Comité exécutif en vertu de la loi, dont les trois membres nommés par le Ministère fédéral des Finances en accord avec la Deutsche Bundesbank. Toutes les décisions importantes sont prises, cependant, par un Comité de pilotage, qui décide des aides de stabilisation sur la base des propositions du Comité exécutif. Il se compose d'un représentant de la Chancellerie fédérale, les ministères fédéraux des Finances, de la Justice, de l'Économie et de la Technologie ainsi que d'un représentant de l'État. Deux représentants de la Deutsche Bundesbank appartiennent au Comité exécutif à titre consultatif. Dans la phase initiale, 21 employés ont travaillé pour l'institution, provenant principalement de la Deutsche Bundesbank.
Sous la direction de l'ancien dirigeant de la Landesbank Hessen-Thüringen, Günther Merl, le Comité exécutif de l'institution commença son travail le 27 octobre 2008. Mais seulement un mois après, Günther Merl donna sa démission avec effet au plus tard le 31 janvier 2009. Son successeur fut Hannes Rehm, ancien Président du Conseil d'administration de la Norddeutsche Landesbank.
Depuis le 1er juillet 2011, le Président du Comité exécutif est Christopher Pleister, ancien Président de la Fédération des banques coopératives locales.
L’Agence fédérale de stabilisation des marchés financiers agit sous le contrôle d'une commission parlementaire, le Comité financier de contrôle, qui est composé de neuf membres du Bundestag. Le Comité financier de contrôle a été amené à cette fin à interroger des représentants du Ministère fédéral des Finances. Les réunions hebdomadaires sont secrètes.